# 사카에촌
사카에촌(일본어: 栄村)은 일본 나가노현 북부(호쿠신 지방) 시모미노치군의 촌이다.

## 지리
니가타현과의 현 경계이자 나가노현 최북단에 위치한다. 일본 유수의 폭설 지대로 특별 폭설 지대로 지정되어 있다. 마을을 흐르는 지쿠마강은 현 경계에서 호칭이 "시나노강"으로 바뀌어 동해로 흘러 들어간다.
중심부에 있는 모리미야노하라역에서는 1945년 2월 12일에 7.85m의 적설을 기록해 구역 내와 역 앞에는 JR 동일본의 최고 적설 지점을 나타내는 푯대가 세워져 있다. 나가노현에서 니가타현으로 지쿠마강이 흐르기 시작하는 장소에 해당하기 때문에 마을 내에는 나가노현에서 가장 표고가 낮은 지점(256m)이 있다. 촌사무소의 위치도 현내에서 가장 고도가 낮다.

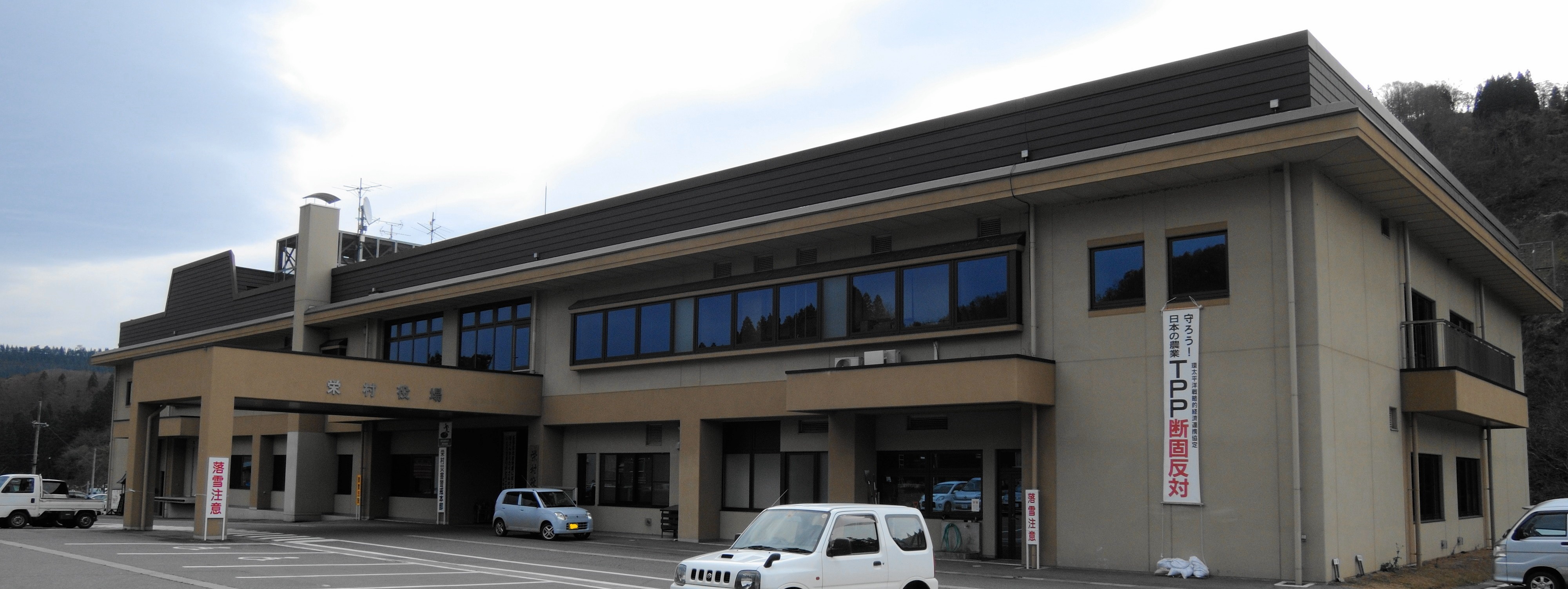
사카에촌사무소

## 역사
- 1875년 6월 - 다카이군 사카이촌이 성립하였다.
- 1876년 7월경 - 미노치군 도요사카에촌, 호쿠신촌이 성립하였다.
- 1879년 1월 14일 - 시모타카이군과 시모미노치군이 성립해 사카이촌은 시모타카이군에, 도요사카에촌, 호쿠신촌은 시모미노치군에 속했다.
- 1889년 4월 1일 - 도요사카에촌, 호쿠신촌이 합병해 미노치촌이 성립하였다.
- 1956년 9월 30일 - 미노치군 미노치촌과 시모타카이군 사카이촌이 합병해 시모미노치군 사카에촌이 성립하였다.

## 인구
| 연도 | 인구  | ±%     |
| ---- | ----- | ------ |
| 1940 | 8,374 | —      |
| 1950 | 7,067 | −15.6% |
| 1960 | 6,361 | −10.0% |
| 1970 | 4,449 | −30.1% |
| 1980 | 3,502 | −21.3% |
| 1990 | 3,053 | −12.8% |
| 2000 | 2,638 | −13.6% |
| 2010 | 2,215 | −16.0% |

## 교통

### 철도
- 동일본 여객철도 이야마선

### 도로
- 국도 117호선(일본어판)
- 국도 405호선